# Prachařita
La prachařita és un mineral de la classe dels òxids. Rep el nom del Dr. Ivan Prachař de Praga (Txèquia), qui va estudiar i documentar la mineralogia i els treballs subterranis del famós districte miner de Lavrion durant més de 20 anys.

## Característiques
La prachařita és un òxid de fórmula química CaSb5+₂(As3+₂O₅)₂O₂·10H₂O. Va ser aprovada com a espècie vàlida per l'Associació Mineralògica Internacional l'any 2018, sent publicada l'any 2023. Cristal·litza en el sistema trigonal.
Les mostres que van servir per a determinar l'espècie, el que es coneix com a material tipus, es troben conservades a les col·leccions mineralògiques del Museu d'Història Natural de Viena (Àustria), amb el número de catàleg: o 357, al Museu Nacional de Praga, a la República Txeca, amb el número de catàleg: p1p 15/2018, i al Museu d'Història Natural del Comtat de Los Angeles, a Los Angeles (Califòrnia).

## Formació i jaciments
Va ser descoberta a la mina número 80 de les mines de Plaka, al districte miner de Làurion, a l'Àtica Oriental (Àtica, Grècia). Aquest indret és l'únic a tot el planeta on ha estat descrita aquesta espècie mineral.